# Dorcadion seguntianum
Dorcadion seguntianum är en skalbaggsart som beskrevs av K. Daniel och J. Daniel 1899. Dorcadion seguntianum ingår i släktet Dorcadion och familjen långhorningar. Inga underarter finns listade i Catalogue of Life.